# 김민서 (배드민턴인)
김민서(본명: 김미영, 1987년 5월 9일~)는 대한민국의 전직 배드민턴 선수 출신으로, 은퇴 이후 지금은 배드민턴 지도자로 종사하고 있다. 개명(改名)하기 이전의 이름은 김미영이었다.